# Marťanská kronika
Marťanská kronika (The Martian Chronicles) je cyklus povídek Raye Bradburyho z roku 1950 popisujících fiktivní kolonizaci Marsu. Povídky vznikly v rozmezí let 1945–1950 a velká většina z nich vyšla nejprve časopisecky.
Děj povídek se odehrává na planetě Mars, pouze dvě povídky jsou situovány na Zem. Každá povídka má v názvu měsíc a rok, kdy se děj odehrává (první povídka v lednu 1999 a poslední v říjnu 2026, v upravené verzi se děj odehrává v letech 2030–2057), povídky přibližují události od neúspěchů prvních expedic, přes vyhubení Marťanů lidskou infekcí. Na Zemi poté vypukne jaderná válka, kvůli níž pozemšťané přerušují kolonizaci Marsu. Na závěr nově příchozí, vyhnaní ze Země na Mars, získávají etičtější vztah k novému domovu, místu, jež jim umožňuje žít lidštěji než na Zemi.
Povídky se dají rozdělit do tří tematických okruhů:
1. příběhy o objevitelských výpravách na Mars,
2. příběhy o osidlování Marsu – o budování lidské civilizace, o setkáních lidí s původními obyvateli Marsu,
3. okruh povídek odehrávající se poté, co na planetě Zemi vypukne jaderná válka, po níž pozemšťané přerušují kolonizaci Marsu.

V knize se objevuje určitá snivá atmosféra, uplatňuje se zejména tehdy, když se v ději objeví Marťané (jsou nadáni schopností telepatie a hypnózy). Důležitým tématem knihy je otázka, o kolik technický pokrok předběhl pokrok lidský.

## Povídky
Za českým názvem povídky je uveden rok jejího vzniku, anglický název a období, kdy se odehrává podle první a podle upravené verze.
- Raketové léto (1947, Rocket Summer), leden 1999/2030. V Ohiu se díky extrémnímu horku při startu rakety zima krátce změní v léto.
- Ylla (1950), únor 1999/2030. Marťanka Ylla žije v neromantickém manželství a díky telepatii ve snu vidí příchod astronautů. Její manžel popírá pravdivost oněch snů, ale v nitru začne hořce žárlit. Cítí jakési počínající romantické city Ylly k jednomu z astronautů. Astronauty zabije, jakmile přiletí na Mars.
- Letní noc (1949, The Summer Night, srpen 1999/2030. Obyvatelé Marsu se v letní noc scházejí, aby si poslechli koncert, ale hudba a zpěv jsou divné, podivné, nemarťanské. Marťané vycítili lidské myšlenky astronautů z druhé expedice. Blíží se změny.
- Pozemšťani (1948, The Earth Men), srpen 1999/2030. Jde o příběh druhé expedice na Mars. Čtyři astronauti shledávají, že Marťané jsou vůči jejich přítomnosti podivně apatičtí. Někteří ale tvrdí, že jsou ze Země nebo jiných planet sluneční soustavy. Kapitánovi expedice pomalu dochází, že jsou v útulku pro mentálně choré. Marťané, které potkali, považovali jejich zvláštní vzhled za kolektivní halucinaci. Doktor pro tvrdohlavé odmítání astronautů uznat, že nejsou ze Země, posádku zabije.
- Řádný občan (1950, The Taxpayer), březen 2000/2031. Jeden muž trvá na tom, že jako řádný občan má právo být v další raketě na Mars, a tvrdí, že na zemi vypukne nukleární válka.
- Třetí expedice (1948, The Third Expedition), duben 2000/2031, také jako Mars Is Heaven! (Mars je nebe!). Jedná se o příběh třetí expedice na Mars. Tentokrát jsou Marťané na pozemšťany připraveni. Když posádka dorazí, vidí idylické městečko, které obývají jejich mrtví blízcí. Posádka ignoruje kapitánovy rozkazy a připojí se k domnělým členům rodiny. Marťané ale jen použili vzpomínky astronautů, aby je vylákali do jejich "starých" domovů a v noci je zabijí. Ráno je z šestnácti domů vyneseno šestnáct rakví. Pohřbí je truchlící, kteří někdy vypadají jako lidé a někdy jako „cosi jiného“.
- ...ač bude stejně luna plát (1948, And the Moon Be Still as Bright), červen 2001/2032. Muži ze čtvrté expedice zjišťují, že všichni Marťané zemřeli na nákazu, přinesenou jednou z prvních tří expedic. Archeolog Spender je rozrušený tím, co lidská rasa (opět jednou) způsobila a vydá se zkoumat marťanské ruiny. Spender se vrací k expedici. Má s sebou zbraň a zastřelí šest mužů z posádky, přičemž tvrdí, že on je posledním Marťanem. Kapitánu Wilderovi říká, že pokud se mu podaří posádku zabít, může se mu podařit oddálit lidskou kolonizaci Marsu o několik let, možná na dost dlouho, aby očekávaná nukleární válka uchránila Mars od kolonizace úplně. Kapitán sice nesouhlasí se Spenderovými metodami, ale souhlasí s jeho přístupem ke kolonizaci a přeje mu lehkou smrt. Nakonec ho při pronásledování zastřelí. Později uhodí dalšího člena posádky Parkhilla za to, že se k marťanským ruinám nechová s úctou. Některé postavy ze čtvrté expedice se později objevují znovu. Bradbury, stejně jako Spender, vidí některé způsoby kolonizace jako špatné a jiné jako dobré. Pokoušet se znovu vytvořit Zemi je viděno jako špatné, ale přístup, který ctí padlou civilizaci, která je nahrazovaná novou, je dobrý.
- Osadníci (1950, The Settlers), srpen 2001/2032. První cestovatelé na Mars pociťují při opouštění rodné planety osamělost .
- Zelené ráno (1950, The Green Morning), prosinec 2001/2032. Na Marsu vyrůstají stromy vytvářející kyslík a vznikají malá lidská městečka.
- Kobylky (1950, The Locusts), únor 2002/2033. Mars je překotně kolonizován, přilétají další a další rakety.
- Noční setkání (1950, Night Meeting), srpen 2002/2033. Starý muž říká cestovateli Gomezovi, že přišel na Mars, protože oceňuje novoty. Každodenní věci jsou pro něj znovu úžasné. Později Gomez potká Marťana a oba vidí Mars, na který jsou zvyklí ve svém čase a mlhavou vizi druhé verze. Mladý muž vidí ruiny tam, kde Marťan vidí živé město, zatímco Marťan vidí oceán tam, kde Gomez vidí nové pozemské osídlení. Bradbury tak ukazuje, že každá civilizace jednou zmizí.
- Břeh (1950, The Shore), říjen 2002/2033. Povídka popisuje první vlnu osídlenců jako osamělé pionýry, poté přicházejí chudí lidé z New Yorku.
- Mezidobí (1947, Imterim), únor 2003/2034. Povídka popisuje stavbu nového města na Marsu, které připomíná průměrné středozápadní americké město.
- Muzikanti (1950, The Musicians), duben 2003/2034. Několik chlapců si hraje v okouzlujících ruinách marťanských měst. Brzy mají přijít požárnící, kteří mají ruiny vyčistit a připraví je tak o zábavu.
- Má duše se vznáší ve výši (1950, Way in the Middle of the Air), červen 2003/2034. V neznámém jižanském městě se skupina bělochů dozvídá, že černoši plánují emigrovat na Mars. Rasista Samuel Teece se snaží zastavit ty, se kterými má nevyřízené účty, ale i oni díky solidaritě ostatních odcházejí.
- Nová jména (1950, The Naming of Names), 2004–05/2035–36. Přicházejí další a další vlny kolonistů. Prvky krajiny na Marsu dostávají jména po účastnících prvních čtyř expedic.
- Usher II (1950), duben 2005/2036. Příběh o cenzuře. William Stendahl je milovník knih a odešel na Mars poté, co vláda zkonfiskovala a zničila jeho rozsáhlou sbírku. Na Marsu vytvoří svoji vizi dokonalého strašidelného domu, včetně mechanických tvorů, děsivé hudby a jedů. Když do domu přijde inspekce, každého z inspektorů zabije v hororovém stylu na základě příběhů Edgara Allana Poea. Z helikoptéry pak sleduje, jak se dům zřítí do jezera.
- Stáří (1950, The Old Ones), srpen 2005/2036. Na pokročile kolonizovaný Mars konečně dorážejí i staří lidé.
- Marťan (1949, The Martian), září 2005/2036. LaFarge a jeho žena Anna si vytvořili nový život, ale stále jim chybí jejich mrtvý syn Tom. Jedné noci před domem vidí postavu stojící v dešti. Anna se bojí a jde do postele, zatímco LaFarge věří, že Tom tu teď nějakým způsobem znovu stojí před ním. Dům nechá odemčený. Ráno „Tom“ pomáhá Anně. LaFarge vidí, že Anna jaksi zapomněla na Tomovu smrt. Promluví si s „Tomem“ a zjišťuje, že je to Marťan s empatickou přeměňovací schopností. Proto ho vidí jako svého mrtvého syna. Anna trvá na návštěvě města. „Tom“ je zděšený tím, že by měl být v blízkosti tolika lidí. LaFarge mu ale slibuje, že bude v jeho blízkosti. Přesto se ve městě jeden druhému ztratí. LaFarge se doslechne, že rodina Spauldingových má zázrakem zpět svou dceru. Zoufalý LaFarge nechce své ženě přivodit další bolest a přemlouvá „Toma“ (nyní dívku Lavinii), aby se vrátil k nim. Utíkají z města. Všichni, koho potkají, ale v „Tomovi“ vidí někoho jiného. Marťan unavený konstantním přeměňováním umírá.
- Brašnářství (1950, The Luggage Store), listopad 2005/2036. Na Zemi bezprostředně hrozí nukleární válka a kněz předvídá, že většina kolonistů se vrátí na Zem.
- Mrtvá sezóna (1948, The Off Season), listopad 2005/2036. Bývalý člen čtvrté expedice Sam Parkhill si otevřel stánek s hot-dogy, protože očekává růst obchodu díky nově příchozím osadníkům. V panice zabíjí osamělého Marťana. Přicházejí ostatní Marťané v písečných lodích a žádají Parkhilla a jeho ženu, aby s nimi přešli poušť. Šokují Parkhilla tím, že mu věnují polovinu planety. Vrací se ke svému stánku právě včas na to, aby viděl začátek nukleární války na Zemi. Tak končí příchod nových kolonistů a jeho obchodování.
- Pozorovatelé (1945, The Watchers), listopad 2005/2036. Kolonisté sledují nukleární válku na Zemi. Urychleně se vrací na Zem kvůli obavám o své přátele a rodiny.
- Mlčící města (1949, The Silent Towns), prosinec 2005/2036. Všichni už opustili Mars až na muže jménem Walter Gripp, který žije osaměle v horách, a tak neslyšel o masovém odchodu. Zprvu je nadšený objevem prázdného města, užívá si peněz, jídla, oblečení a filmů. Brzy však začne postrádat lidskou společnost. Jedné noci slyší v jednom domě zvonit telefon a zjišťuje tak, že na Marsu ještě žije někdo další. Na volání (a několik následujících) ale nestihne odpovědět. Začne tedy obvolávat všechna telefonní čísla na Marsu od A. Později začne obvolávat hotely. Odhadne, kde by žena mohla zřejmě být, a zavolá do největšího salonu krásy na Marsu. Žena skutečně telefon zvedne. Povídají si, ale hovor je přerušen. Walter ujede několik set mil, ale zjišťuje, že i ona žena se ho vydala hledat. Ve svém městě pak konečně potkává ženu jménem Genevieve Selsor. Jejich setkání ale není takové, jak si romanticky vysnil. Genevieve je mdlá, neatraktivní a obtloustlá žena bez břitkého rozumu. Když od ní dostane nabídku k sňatku, raději utíká pryč.
- Dlouhá léta (1948, The Long Years), duben 2026/2057. Vědec Hathaway ze čtvrté expedice stále žije na Marsu se svou manželkou a dětmi. Hathaway je schopný vynálezce a pusté město pod jejich domem v noci dokázal osvítit, jako by bylo stále živé. Jedné noci vidí raketu blížící se k Marsu a ohněm astronauty přiláká ke svojí pozici. Na palubě rakety je jeho starý velitel, kapitál Wilder, který se na Mars vrátil po dvaceti letech zkoumání vnější sluneční soustavy. Posádka se setkává se stařičkým Hathawayem, který trpí srdeční slabostí. Představuje jim svoji rodinu. Wilder si pamatuje, že se kdysi s Hathawayovou ženou setkal, poznamenává, že vypadá pozoruhodně mladě, zatímco Hathaway značně zestárl. Wilder zbledne, když Hathawayův syn tvrdí, že je mu 23 let, ačkoliv ve skutečnosti musí být už čtyřicátník. Wilder pošle jednoho člena posádky, aby zkontroloval místní hřbitov. Dozvídá se, že na hřbitově jsou hroby všech členů rodiny kromě Hathawaye. Hathaway dostává infarkt a prosí Wildera, aby nevolal jeho rodinu, protože by tomu nerozuměli. Hathawayova manželka a děti jsou ve skutečnosti androidi, které si před lety Hathaway vytvořil. Jeden z členů posádky se před odletem vrací do domu s pistolí, ale nedokáže androidy zničit, ačkoliv ví, že to nejsou lidé a nyní už jejich existence nemá smysl. Raketa odlétá a rodina androidů pokračuje ve své rutině.
- Přijdou vlahé deště (1950, There Will Come Soft Rains), srpen 2026/2057. Povídka se odehrává v jedné kalifornské domácnosti po nukleární válce, která vyhladila místní populaci. Rodina je sice mrtvá, ale zautomatizovaný dům stále provádí naprogramované úkoly. Automaticky je připravovaná snídaně i oběd, upozornění na denní aktivity stále funguje, robotické myši udržují dům v čistotě. Venku jsou do jedné ze stěn domu vpálené siluety členů rodiny. Té noci přichází bouřka, která nalomí strom. Jedna z větví dopadne do domu a vznikne tak požár. S tím už si dům poradit nedokáže. Další ráno z domu zůstane jen jedna stěna znovu a znovu ohlašující datum.
- Výlet na milión let (1946, The Million Year Picnic, říjen 2026/2057. Rodina podniká v raketě výlet „na ryby“ na Mars. Vybírají si město, kde by se usadili a nazývali ho domovem, a zničí raketu, aby se už na Zem nemohli vrátit. Otec v ohni ničí daňové a vládní dokumenty, poslední věcí, která shoří, je mapa Země. Později nabízí svým synům dar ve formě nového světa. Představuje jim Marťany – jejich vlastní odraz ve vodě.

## Rozhlasové adaptace
- 1992 – Několik úryvků načetl Vlastimil Brodský. Překlad Jarmila Emmerová. Hudba Mlhoš Kafka. Režie Jan Berger. Vydalo nakladatelství AudioStory v edici Román (4 MC, AY0050).
- 2018 – Audiokniha, čte Martin Siničák. Vydalo nakladatelství Plus.
- 2020 – V roce 2020 byla kniha zpracována jako patnáctidílná četba na pokračování. Podle překladu Jarmily Emmerové připravila Alena Heroutová. V režii Lukáše Hlavici četl Petr Lněnička.[2]

## Filmové adaptace
- The Martian Chronicles (1980, Marťanská kronika), třídílný americký televizní film, režie Michael Anderson.

## Česká vydání
- Marťanská kronika, Mladá fronta, Praha 1959, přeložila Jarmila Emmerová, znovu 1963. Magnet-Press, Praha 1991 a Baronet, Praha 2010.
- Marťanská kronika, 451 stupňů Fahrenheita, Odeon, Praha 1978, přeložili Jarmila Emmerová a Josef Škvorecký.
- Marťanská kronika, Plus, Praha 2017, přeložili Jarmila Emmerová a Josef Škvorecký.